# Парагуана
Парагуана (на испански: Península de La Paraguaná) е полуостров в най-северната част на Южна Америка, във Венецуела. Вдава се на около 70 km в Карибско море, като чрез тесния и дълъг провлак Меданос се свързва с континента. Ширината му е до 55 km, а площта – около 2400 km². Затваря от североизток големия Венецуелски залив и от север по-малкия залив Коро. Релефът му представлява хълмиста равнина, като на юг се издига остатъчен масив с височина до 830 m. Климатът и растителността са тропични, полупустинни. Местното индианско население се занимава с морски риболов и добив на бисерни миди. На полуостров Парагуана се намира най-северната точка на Венецуела – нос Сан Роман (12°11′49″ с. ш. 70°01′09″ з. д. / 12.196944° с. ш. 70.019167° з. д.). На западния му бряг, в края на нефтопровода от езерото Маракайбо са изградени 2 големи нефтопреработващи комплекса (3-ти по големина в света) и нефтоекспортни терминали, най-голям от които е Пунта Кардон.